# Richard Linklater
Richard Stuart Linklater (Houston, 1960. július 30. –) Golden Globe- és kétszeres BAFTA-díjas amerikai filmrendező, producer és forgatókönyvíró. A Time magazin 2015-ben beválogatta őt a világ száz legbefolyásosabb személyének listájára.

## Élete
A texasi Houstonban született, Diane Margaret, a Sam Houston Állami Egyetem tanára és Charles W. Linklater, III. fiaként.
A Huntsville High School tanulója volt a kilencedik és a tizenegyedik osztály között. Ezután a Bellaire High Schoolban folytatta tanulmányait. Tinédzser korában Scholastic Art and Writing Awardot nyert.
Ezután a Sam Houston Állami Egyetem tanulója volt,  de kilépett, hogy olajfúróként dolgozzon a Mexikói-öbölben. Gyakran olvasott regényeket, és amikor visszatért a szárazföldre, rendszeres moziba járás után beleszeretett a film világába. Ekkor jött rá, hogy filmes szeretne lenni. A spórolt pénzéből egy Super-8-as kamerát és projektort vásárolt, majd Austinba költözött.
1984 őszén az Austin Community College tanulója lett.

## Filmográfia

### Nagyjátékfilmek
| Év   | Magyar cím                        | Eredeti cím                                       | Feladatkör | Feladatkör | Feladatkör |
| Év   | Magyar cím                        | Eredeti cím                                       | Rendező    | Író        | Producer   |
| ---- | --------------------------------- | ------------------------------------------------- | ---------- | ---------- | ---------- |
| 1988 |                                   | It's Impossible to Learn to Plow by Reading Books | Igen       | Igen       | Igen       |
| 1990 | Henyék                            | Slacker                                           | Igen       | Igen       | Igen       |
| 1993 | Tökéletlen idők                   | Dazed and Confused                                | Igen       | Igen       | Igen       |
| 1995 | Mielőtt felkel a Nap              | Before Sunrise                                    | Igen       | Igen       | Nem        |
| 1996 | Naplopók                          | SubUrbia                                          | Igen       | Nem        | Nem        |
| 1998 | A Newton fiúk                     | The Newton Boys                                   | Igen       | Igen       | Nem        |
| 2001 | Az élet nyomában                  | Waking Life                                       | Igen       | Igen       | Nem        |
| 2001 | Visszajátszás                     | Tape                                              | Igen       | Nem        | Nem        |
| 2003 | Rocksuli                          | School of Rock                                    | Igen       | Nem        | Nem        |
| 2004 | Mielőtt lemegy a Nap              | Before Sunset                                     | Igen       | Igen       | Igen       |
| 2005 | Gáz van, jövünk!                  | Bad News Bears                                    | Igen       | Nem        | Igen       |
| 2006 | Megetetett társadalom             | Fast Food Nation                                  | Igen       | Igen       | Nem        |
| 2006 | Kamera által homályosan           | A Scanner Darkly                                  | Igen       | Igen       | Nem        |
| 2008 | Én és Orson Welles                | Me and Orson Welles                               | Igen       | Nem        | Igen       |
| 2011 | Börni, az eszelős temetős         | Bernie                                            | Igen       | Igen       | Igen       |
| 2013 | Mielőtt éjfélt üt az óra          | Before Midnight                                   | Igen       | Igen       | Igen       |
| 2014 | Sráckor                           | Boyhood                                           | Igen       | Igen       | Igen       |
| 2016 |                                   | Everybody Wants Some!!                            | Igen       | Igen       | Igen       |
| 2017 |                                   | Last Flag Flying                                  | Igen       | Igen       | Nem        |
| 2019 | Hová tűntél, Bernadette?          | Where'd You Go, Bernadette                        | Igen       | Igen       | Nem        |
| 2022 | Apollo–10,5: Űrkorszaki gyerekkor | Apollo 10½                                        | Igen       | Igen       | Igen       |
| 2023 | A bérgyilkos, aki nem is volt     | Hit Man                                           | Igen       | Igen       | Igen       |

### Rövidfilmek
| Év   | Cím                           | Feladatkör | Feladatkör | Feladatkör |
| Év   | Cím                           | Rendező    | Író        | Producer   |
| ---- | ----------------------------- | ---------- | ---------- | ---------- |
| 1985 | Woodshock                     | Igen       | Nem        | Nem        |
| 2003 | Live from Shiva's Dance Floor | Igen       | Nem        | Nem        |
| 2019 | Another Day at the Office     | Igen       | Igen       | Igen       |

### Televízió
| Év        | Cím                       | Feladatkör | Feladatkör | Feladatkör | Megjegyzések |
| Év        | Cím                       | Rendező    | Író        | Producer   | Megjegyzések |
| --------- | ------------------------- | ---------- | ---------- | ---------- | ------------ |
| 2004      | $5.15/Hr.                 | Igen       | Igen       | Igen       | próbaepizód  |
| 2012      | Up to Speed               | Igen       | Igen       | Igen       |              |
| 2016–2018 | Rocksuli (School of Rock) | Nem        | Nem        | Vezető     |              |
| 2020      | That Animal Rescue Show   | Nem        | Nem        | Vezető     |              |